# Brian Tyree Henry
Brian Tyree Henry (Fayetteville, 31 maart 1982) is een Amerikaans acteur.

## Biografie
Brian Tyree Henry werd in 1982 geboren in Fayetteville (North Carolina). Zijn vader was een militair en zijn moeder was onderwijzeres. Hij behaalde een masterdiploma aan de Yale School of Drama.

## Acteercarrière
Brian Tyree Henry maakte deel uit van de oorspronkelijke cast van de Broadway-musical The Book of Mormon. In 2018 ontving hij een Tony Award-nominatie voor zijn vertolking in het Broadway-toneelstuk Lobby Hero.
In 2009 maakte hij in de aflevering "Dignity" van Law & Order zijn televisiedebuut. In de daaropvolgende jaren had hij ook rollen in de dramaseries The Good Wife, Boardwalk Empire en The Knick. In 2016 volgde met de komische serie Atlanta zijn grote doorbraak. In de reeks van bedenker en hoofdrolspeler Donald Glover vertolkt hij de beginnende rapper Paper Boi.
In de nasleep van zijn tv-doorbraak kreeg Henry ook verschillende filmrollen. In 2018 werkte hij mee aan onder meer Hotel Artemis, Widows, White Boy Rick en If Beale Street Could Talk.

## Filmografie

### Televisie
- Law & Order (2009)
- The Good Wife (2010)
- Boardwalk Empire (2013)
- The Knick (2014)
- Atlanta (2016–2022)
- Vice Principals (2016–2017)
- How to Get Away with Murder (2017)
- This Is Us (2017)
- Drunk History (2018)

### Films
- Puerto Ricans in Paris (2015)
- Person to Person (2017)
- Crown Heights (2017)
- Irreplaceable You (2018)
- Hotel Artemis (2018)
- White Boy Rick (2018)
- Widows (2018)
- If Beale Street Could Talk (2018)
- Spider-Man: Into the Spider-Verse (2018) (stem)
- Child's Play (2019)
- Godzilla vs. Kong (2021)
- The Woman in the Window (2021)
- Vivo (2021)
- Eternals (2021)
- Bullet Train (2022)
- Spider-Man: Across the Spider-Verse (2023) (stem)
- The Fire Inside (2024)